# دوغ سيمز
دوغ سيمز (29 يونيو 1943 في الولايات المتحدة - ) (بالإنجليزية: Doug Sims)‏ هو لاعب كرة سلة أمريكي في مركز هجوم صغير الجسم. لعب مع سكرامنتو كينغز.

## وصلات خارجية
- دوغ سيمز على موقع إن بي أي (الإنجليزية)
- دوغ سيمز على موقع سبورتس رفرنس (الإنجليزية)
- دوغ سيمز على موقع كلية كرة السلة في سبورتس رفرنس.كوم (الإنجليزية)
- دوغ سيمز على موقع ريلجم (الإنجليزية)
- دوغ سيمز على موقع بروبوليرز (الإنجليزية)